# Anjam jezik
Anjam jezik (bogadjim, bogajim, bogati, bom, lalok; ISO 639-3: boj), transnovogvinejski jezik iz Papue Nove Gvineje kojim govori 2 020 ljudi (2003 SIL) u zaljevu Astrolabe u provinciji Madang.
Zajedno s jezicima bongu [bpu], male [mdc] i sam [snx] pripada podskupini mindjim, široj skupini rai coast. Piše se na latinici.

## Vanjske poveznice
- Ethnologue (14th)
- Ethnologue (15th)